# Riksväg 35
Der Riksväg 35 ist eine schwedische Fernverkehrsstraße in Kalmar län und Östergötlands län.

## Verlauf
Die Straße führt von Gamleby in der Gemeinde Västervik den Europaväg 22 verlassend nach Nordwesten über Åtvidaberg nach Linköping an den Europaväg 4.
Die Länge der Straße beträgt rund 78 km.

## Geschichte
Die Straße trägt ihre derzeitige Nummer seit dem Jahr 1962.